# Арсе, Хуан Карлос (писатель)
О боливийском футболисте см. Арсе, Хуан Карлос (футболист)
Хуан Карлос Арсе (исп. Juan Carlos Arce; 1958, Альбасете, Испания) — испанский писатель-романист, работал в Мадриде юристом. Лауреат премии «Фернандо Лара» (2002, роман «Цвета войны») и Театральной университетской премии (пьеса «Чтобы продолжать мучить вопросами»)

## Произведения
- Melibea no quiere ser mujer (Мелибей не хочет быть женщиной) — 1991.
- Para seguir quemando preguntas (Чтобы продолжать мучить вопросами), пьеса
- La chistera sobre las dunas
- Retrato en blanco (Портрет в белом цвете)
- La segunda vida de doña Juana Tenorio (Другая жизнь доньи Хуаны Тенорио); женское соответствие образа Дон Жуана.
- El matemático del rey (Королевский математик)
- La mitad de una mujer (Половина женщины)
- Los colores de la guerra (Цвета войны)
- La orilla del mundo (Край света)
- El aire de un fantasma (Дуновение призрака)
- La noche desnuda (Обнажённая ночь) — 2008